# 拉佩托龍屬
拉佩托龍（意為「拉佩托蜥蜴」，過去曾誤譯為掠食龍）是種泰坦巨龍類的蜥腳類恐龍，生存於晚白堊世的馬達加斯加，約7000萬年前到6600萬年前。克氏拉佩托龍（R. krausei）是模式種兼唯一種。如同其他蜥腳類，拉佩托龍是四足植食性，身長估計15公尺。

## 發現
克氏拉佩托龍代表著首個發現近乎完整且帶有頭骨的泰坦巨龍類骨骸，有助於澄清該類群長期以來的分類爭議，並提供其他許多破碎泰坦巨龍類的重建參考範本。
2001年克莉絲蒂娜·庫里·羅傑斯與凱薩琳·弗斯特在《自然》發表了拉佩托龍的發現，化石是一個近乎完整的幼年個體及其他三隻的部份骨骼。作者描述如下：
「只有少部份的尾巴骨頭遺失了」
—克莉絲蒂娜·庫里·羅傑斯
「我們往山坡挖掘，我們挖得越多，就挖掘到更多的骨頭」
—克莉絲蒂娜·庫里·羅傑斯
挖出內容包括一個部份頭骨（正模標本UA 8698）、另個部分頭骨、一個僅遺失少數尾椎的幼體骨骸及一個不相關的脊椎。其中幼體不但是泰坦巨龍類中，迄今發現過最完整的，也是唯一一具頭部與身體連接的標本。
拉佩托龍出土於馬達加斯加西北部的馬任加盆地，屬於稱為梅瓦雷諾層砂岩層的Anembalemba段，年代為晚白堊世馬斯垂克階，約7000萬年前。這個挖掘活動由紐約州立大學石溪分校的團隊，加上當地塔那那利佛大學協助所進行。團隊領導者大衛·克勞斯自1993年起就在當地挖掘化石；克勞斯與其團隊在當地發現了大量的獨特化石，除恐龍還出土了魚類、青蛙、烏龜、蛇、鱷魚、鳥類、哺乳類化石。
屬名的Rapeto取自馬拉加西神話的惡作劇巨人拉佩托，類似北美洲傳說中的伐木巨人Paul Bunyan，而sauros則是希臘文中的蜥蜴。種名krausei來自於挖掘團隊的領導者戴維·克勞斯。

## 描述

幼體標本體型比較

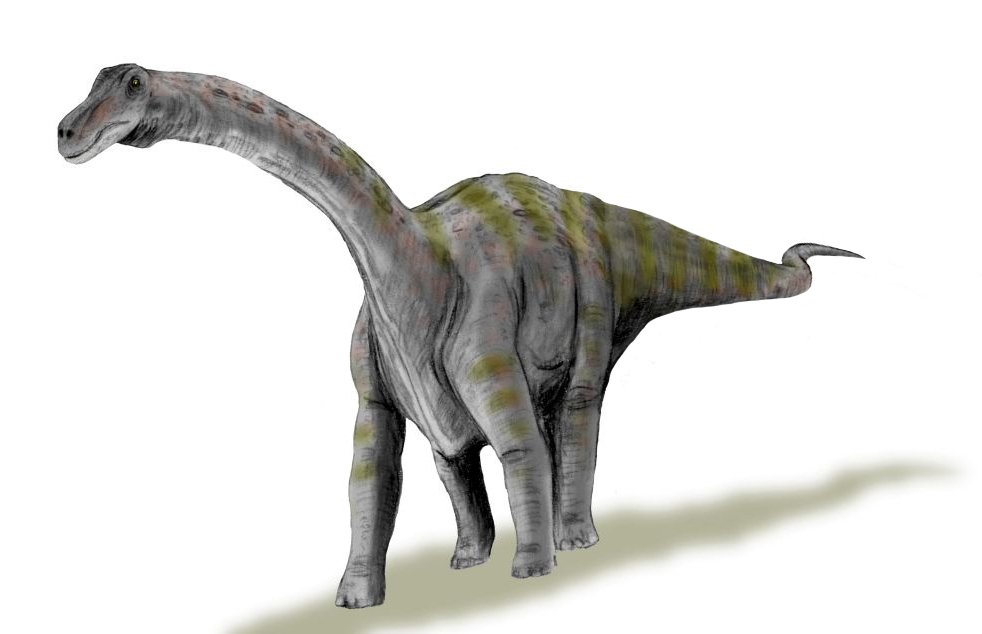
復原圖

拉佩托龍是典型的蜥腳類，擁有短而纖細的尾巴、特長頸部、如象般的巨大身軀。頭形類似梁龍科，吻部長而狹窄，鼻孔位於頭頂。拉佩托龍為植食，其小型鉛筆的牙齒適合撕扯枝葉而非咀嚼。
以泰坦巨龍類平均來看，拉佩托龍體型適中。據描述者稱，幼體標本從頭到尾長約8公尺，重量可能略同於一隻大象。成體身長可能為兩倍，約15公尺，但仍遠小於其他同類（如阿根廷龍）。2020年莫里納培瑞茲和拉臘曼迪根據可能的成體標本股骨MAD 93-18推算身長16.5公尺及體重10.3噸。

## 分類

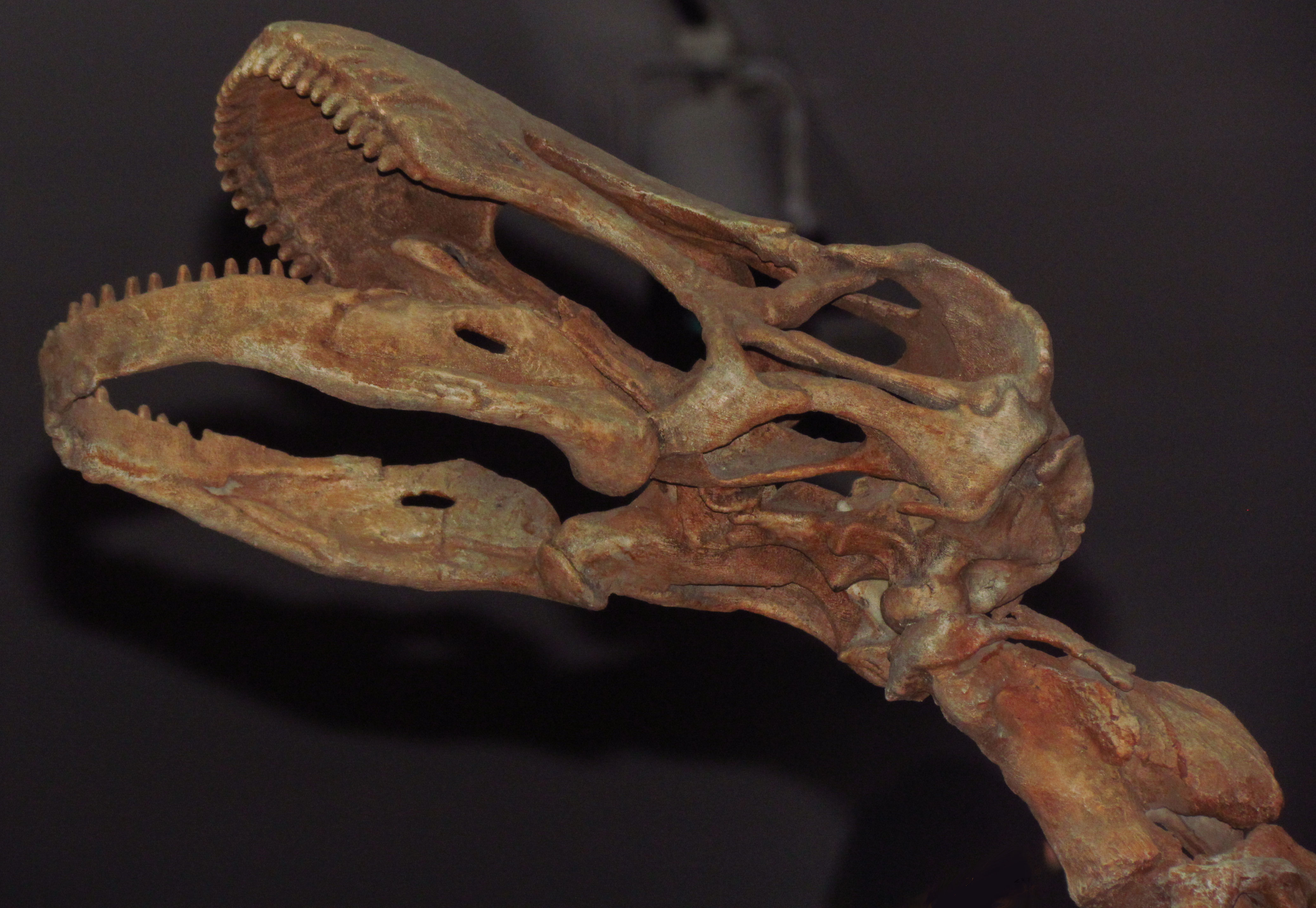
皇家安大略博物館展出的頭骨

「最讓研究這些動物的古生物學家感到挫折的是，我們並不清楚泰坦巨龍類頭顱骨的長相」
—克莉絲蒂娜·庫里·羅傑斯
泰坦巨龍類是蜥腳下目中物種最多的演化支，但化石紀錄卻普遍稀少。其他蜥腳類演化支，即使是小範圍如腕龍科，也都有較完整的發現。在發現拉佩托龍以前，泰坦巨龍類有約30屬僅知來自少量部分骨骼、頭骨或碎片。這種狀況造成演化支內的物種關聯、以及其與蜥腳類其他進階演化支（如大鼻龍類）之間的關係難以確立。泰坦巨龍類成為「無法分類物種集中地」，許多屬因缺乏足夠資訊而分類未定。
拉佩托龍有著類似梁龍的頭骨，證實泰坦巨龍類頭骨比過去所認為的更多樣化。多數研究人員認為泰坦巨龍類頭骨為箱形，鼻孔位於側邊，類似梁龍；此特徵使某些具類似梁龍頭骨的物種（如耐梅蓋特龍）被分到大鼻龍類而非梁龍科。對拉佩托龍頭骨與其他身體部分的研究也確認了原先的推測：泰坦巨龍類與腕龍科最為接近。據美國國家科學基金會的Rich Lane所稱：「發現這種恐龍特別讓人興奮，因為牠們確認了泰坦巨龍類與腕龍科之間的關係，這關係之前只能依靠推測」。
目前拉佩托龍被歸類於岩盔龍類。

## 古生物學

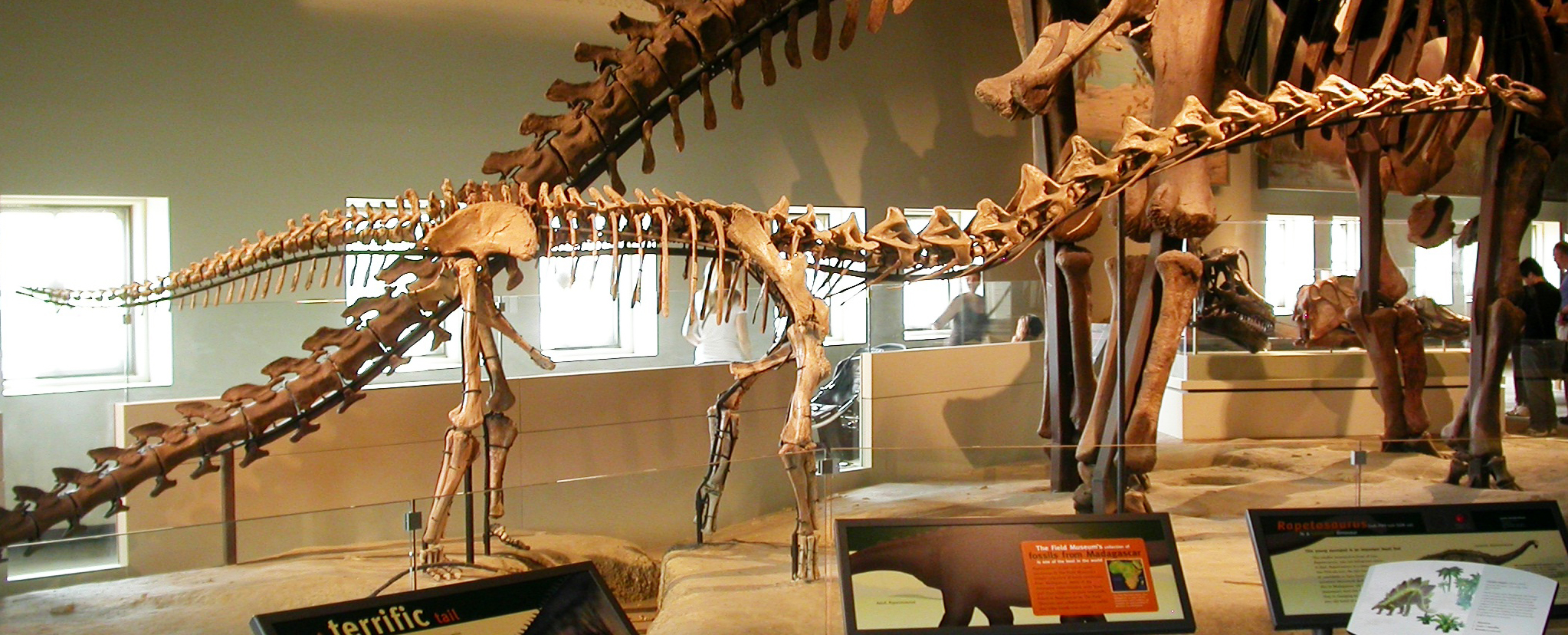
菲爾德博物館骨架側視

### 發育
羅傑斯及同事在博物館藏找到罕見的拉佩托龍幼體標本，估計體重約40公斤，死亡時年紀約39至77天。推測孵化時體重3.4公斤。具研究顯示，蜥腳類幼體就算在很少甚至缺乏親屬照顧的情況下，也能夠生存下來。對骨骼細部的分析發現，當時馬達加斯加嚴重乾旱可能造成年輕拉佩托龍餓死。

## 古生態學
馬斯垂克階的馬達加斯加，跟現代一樣是座島嶼，在不到2000萬年之前才從印度次大陸分裂開來。馬島持續往北漂移，但當時所處緯度仍比現今偏南10至15度。氣候普遍為半乾旱，氣溫和降雨有明顯季節變化。許多史前動物棲息於砂質河流所瓜分的沿海氾濫平原。可信度高的地質證據顯示，雨季來臨前，土石流定期流經這些河道，掩埋之前旱季死亡的動物屍體，提供保存化石的良好條件。當地海平面在整段馬斯垂克階都在持續升高，並一直延續到古新世，因此拉佩托龍也可能遊走於潮汐海灘環境。鄰近地區的貝里沃察層呈現同期的海相環境。
梅瓦雷諾層除了拉佩托龍，還產出魚類、蛙類、蜥蜴、蛇、七種鱷形超目、五至六種哺乳類（如岡瓦那獸目、非胎盤類真獸下綱，其中前者有大體型的文塔納獸）、芙蘿拿鳥等數種鳥類、可能有飛行能力的奔龍科脅空鳥龍、西北阿根廷龍科的惡龍、阿貝力龍科的瑪君龍。

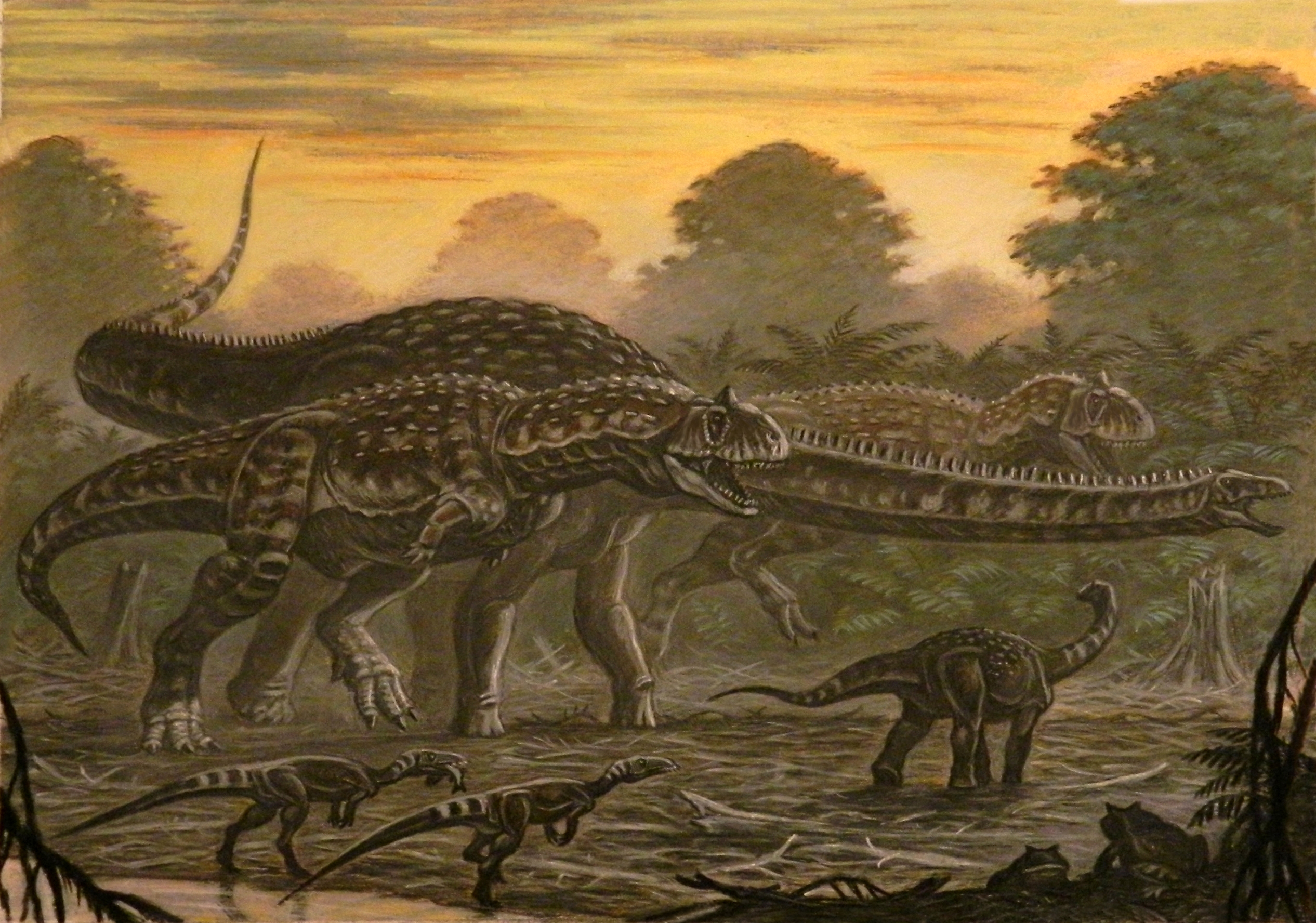
瑪君龍獵食拉佩托龍的復原圖

1996年發現的瑪君龍頭骨與印度和阿根廷的近緣物種相似，代表這些岡瓦納古陸殘塊間的陸橋在晚白堊世依然存在，遠晚於過去所認為。可能的情境是南美和南極間存在陸橋，讓動物得以穿越並一路達到印度和馬達加斯加。瑪君龍是其生態系中最大的掠食者，而唯一已知的共存大型植食恐龍是蜥腳類，包括拉佩托龍，研究認為瑪君龍專門掠食牠們，而拉佩托龍骨骼上發現的齒痕證實瑪君龍無論是否進行獵殺，都至少曾吃過牠們。
泰坦巨龍類生活情況與其他蜥腳類不同，通常與大型鳥臀目共存，如角龍科、鴨嘴龍科、甲龍科。但拉佩托龍是其中的例外，同棲地的大型植食動物已知只有另一種泰坦巨龍類，小型植食動物也甚為罕見，過去一百年來當地僅發現過獅鼻鱷一種。由於鳥臀目的缺乏，使史前馬達加斯加的植食動物生態系呈現與晚白堊世其他地區截然不同的風貌。

## 外部連結
- Paleontology News — Rapetosaurus from the Science Museum of Minnesota.
- Stony Brook Paleontologists Discover New Dinosaur and Name It in Honor of One of Their Own from SUNY-Stony Brook.
- New Dinosaur Species Found from Time for Kids Online.
- Skeleton of New Dinosaur "Titan" Found in Madagascar （页面存档备份，存于） from National Geographic.
- Dino skull fills knowledge gap （页面存档备份，存于） from the BBC.
- New Madagascar Dinosaur Discoveries （页面存档备份，存于） from the T. Rex Museum.
- A press release （页面存档备份，存于）, from the National Science Foundation, including a reconstruction (illustration).